# Ньюфолден (Міннесота)
Ньюфолден (англ. Newfolden) — місто (англ. city) в США, в окрузі Маршалл штату Міннесота. Населення — 352 особи (2020).

## Географія
Ньюфолден розташований за координатами 48°21′21″ пн. ш. 96°19′47″ зх. д. / 48.35583° пн. ш. 96.32972° зх. д. (48.355815, -96.329700).  За даними Бюро перепису населення США в 2010 році місто мало площу 2,31 км², уся площа — суходіл. В 2017 році площа становила 2,63 км², уся площа — суходіл.

## Демографія
Згідно з переписом 2010 року, у місті мешкало 368 осіб у 156 домогосподарствах у складі 94 родин. Густота населення становила 159 осіб/км².  Було 176 помешкань (76/км²).
Расовий склад населення:
| - 97,0 % — білих - 2,2 % — корінних американців - 0,3 % — чорних або афроамериканців |

До двох чи більше рас належало 0,5 %. Частка іспаномовних становила 0,0 % від усіх жителів.
За віковим діапазоном населення розподілялося таким чином: 29,9 % — особи молодші 18 років, 54,3 % — особи у віці 18—64 років, 15,8 % — особи у віці 65 років та старші. Медіана віку мешканця становила 33,8 року. На 100 осіб жіночої статі у місті припадало 96,8 чоловіків;  на 100 жінок у віці від 18 років та старших — 98,5 чоловіків також старших 18 років.
Середній дохід на одне домашнє господарство  становив 61 508 доларів США (медіана — 51 375), а середній дохід на одну сім'ю — 69 756 доларів (медіана — 57 083). Медіана доходів становила 42 250 доларів для чоловіків та 30 227 доларів для жінок. За межею бідності перебувало 11,5 % осіб, у тому числі 8,0 % дітей у віці до 18 років та 9,3 % осіб у віці 65 років та старших.
Цивільне працевлаштоване населення становило 201 осіб. Основні галузі зайнятості: оптова торгівля — 21,4 %, освіта, охорона здоров'я та соціальна допомога — 19,4 %, виробництво — 18,9 %.